# Guy Jorré
Guy Jorré, né le 16 août 1927 à Douai (Nord) et mort le 15 novembre 2019 à Champigny-sur-Marne, est un réalisateur de télévision.

## Biographie
Diplômé de l'IDHEC. Entré à la télévision en 1957 en qualité d’assistant de Jean Prat, Marcel Cravenne, Claude Loursais, Jean Vernier. Dans le même temps, assistant de Maria Powers et de Claude Loursais pour Le Médium et Amahl, de J.-L. Menotti au Théâtre des Champs-Élysées. Il est le réalisateur de nombreux courts et moyens métrage, dont L'Envers de la vague (Filmcoop), Les Glaciers du Mont Blanc (Tadié Cinéma), The Cave Man (prod.Milan Herzog), Evolution (Tadié Cinéma), Rue de Seine (prod. L'Éolienne), La Mémoire de la ville (prod. L'Éolienne), Nadar (prod. L'Éolienne), Le Pèlerin perdu (prod. L'Éolienne).
Également réalisateur des séries américaines comme Aspects of France (prod. Milan Herzog) en 1962, Young Men (prod. Georges Borglum) en 1963. Et pour la TV française de divers sujets magazine dans Cinéma-Variations, Champ Visuel (Les Enfants de Procope, À la rencontre de Mark Tobey, Chronique-cinéma et Arcana (prod. Maurice Leroux). En même temps, coadaptateur avec Bernard Dabry de trente épisodes inspirés des romans de Gaston Leroux (Le Parfum de la dame en noir, Rouletabille chez le Tsar, Rouletabille chez les bohémiens).
Il est le mari d'Annick Allières et le cousin de Claude Jade.

## Filmographie
Réalisateur
- 1962 : Le Pèlerin perdu
- 1966 : La Malle à Gouffé (production de Pierre Braunberger)
- 1967 : Le Crime de la rue de Chantilly, d'après le roman de Marie-François Goron, avec Annick Allières, Claude Jade
- 1968 : L'Homme de l'ombre (série télévisée), avec Jean-Pierre Kalfon, Andrée Tainsy
- 1969 : La Main du mort (scénariste Armand Jamot), avec Patricia Lange, Claude Vernier, Sady Rébot
- 1971 : Un mystère par jour (scénario Alain Franck, Pierre Birrald), série avec Henri Crémieux
- 1972 : La Mort en face (scénario Emmanuel Roblès), avec Jacques Sempey, André Oumansky, Étienne Bierry, François Vivbert
- 1972 : Le Père Goriot, téléfilm adapté du roman éponyme d'Honoré de Balzac, avec Charles Vanel, Barbara Laage, Bruno Garcin, Guy Kerner, Sady Rébot
- 1974 : Josse (scénario J. Charby, A. Thorent), d’après Marcel Aymé, dialogues d’Alain Franck, avec Jacques Dufilho, Maria Meriko, David Franck. Prix Italia à l'unanimité.
- 1973 : Frontières (scénario Emmanuel Roblès), avec Simone Rieutor
- 1974 : Le Rendez-vous de Vincennes (scénario Alain Franck), avec Bernard Rousselet, Annick Allières, Catherine Watteau et Jacques Tessier
- 1976: Le Cousin Pons (adaptation de Jean-Louis Bory du roman de Balzac), avec Henri Virlogeux, Dominique Davray, François Vibert, Étienne Bierry, Maurice Nazil, Guy Kerner
- 1976 : Une place forte (scénario Pierre Moustier), avec Ivan Desny, Barbara Laage, Pierre Santini, Uta Taeger, André Valtier, François Dyreck
- 1976 : Gustalin (adaptation du roman Gustalin (roman) de Marcel Aymé par Alain Franck), avec Jean Turpin, François Dyreck, Arlette Téphany, Henri Crémieux, Jacqueline Jehaneuf, Dorothée Jamma
- 1976 : Les Jeudis d'Adrienne (scénario Paul Savatier), avec Danielle Darrieux, Andrée Tainsy, Sady Rébot
- 1977 : Pourquoi Patricia ?, (scénario Guy Jorré), avec Natasha Parry, Jean Dasté, Dominique Paturel
- 1979 : Le Roi Muguet, (scénario Xavier Emmanuelli, Yves Laurent), avec Jacques Dufilho, Lyne Chardonnet, A. Allières, Pierre Santini, Lyne Chardonnet (sélection au Festival Monte-Carlo)
- 1978 : Pierrette, (adaptation et dialogue Paul Savatier) du roman de Balzac, réalisation Guy Jorré avec Étienne Bierry, Maria Meriko, Georges Werler, Jacques Alric, Valérie Samama et Annick Allières.
- 1979 : Ce monde est merveilleux (scénario Bernard Dabry, Guy Jorré), avec Bernard Haller, Axelle Abadie, Jean-Roger Caussimon, Dora Doll
- 1980 : Le Séquestre, avec Jean-Roger Caussimon, François Dunoyer
- 1980 : Le Bouffon (scénario Jean-Claude Carrière), avec Fernando Rey, Bernard Haller, Françoise Dorner, Anny Roman, André Falcon, Gattand Gabriel (Festival de l’humour à Chamrousse)
- 1980 : Le Fou du viaduc (scénario Philippe Faure), avec Jacques Dufilho, Dorothée Jemma, Annick Allières, Jacques Alric
- 1981 : Une saison dans la vie de Fédor Dostoïevski (scénario Paul Savatier), avec Marcel Bozzuffi, Catherine Salviat
- 1982 : Tante Blandine (scénario Paul Savatier), avec Renée Faure, André Falcon, Geneviève Brunet, Jean Turpin, Annick Allières
- 1983 : La Narration (scénario Bernard Ponti, Guy Jorré), avec Béatrice Agenin
- 1983 : Tour Eiffel à vendre (scénario Pierre Bellemare), sketch
- 1984 : Le Soleil des autres (scénario A. Meffie), avec Jacques Dufilho, Pierre Forest, Paul Barge, Frédérique Bonal, Valentine Monnier, Philippe Ogouz
- 1985 : Le Prix d'un homme (scénario Paul Savatier), avec Bernard Haller, Gabriel Cattand, Elia Clavel (Festival de l’humour à Chamrousse)
- 1986 : La Peau du rôle (5 dernières minutes), avec Philippe Ogouz
- 1989 : Un citoyen sans importance, téléfilm avec Roger Souza, Bernadette Le Saché, Jean-François Poron, René Clermont
- 1990 : Le Miroir aux alouettes (5 dernières minutes), avec Étienne Bierry, Catherine Sauvage, Renée Faure, Roger Souza
- 1991 : V comme vengeance (épisode "La ville dans la forêt") (scénario Alain Franck), série télévisée avec Anny Romand, Jean-François Poron, Edward Meeks
- 1994 : Un ange passe, avec Roger Souza, Renée Faure, Annick Allières

Scénariste
- 1966 : Rouletabille (série télévisée) d'après Gaston Leroux
- 1979 : Pourquoi Patricia ? (téléfilm)
- 1980 : Le Séquestre (téléfilm)
- 1981 : Ce monde est merveilleux (téléfilm adapté d'une œuvre) (dialogue)
- 1987 : Le Prix d'un homme (téléfilm adapté d'une œuvre)
- 1989 : Un citoyen sans importance (téléfilm)
- 1994 : Un ange passe (téléfilm)

## Récompenses
- 1975 : Guy Jorré obtient le prix de la francophonie pour son téléfilm Une Place forte.